# Doras phlyzakion
Doras phlyzakion är en fiskart som beskrevs av Sabaj Pérez och José L. O. Birindelli 2008. Doras phlyzakion ingår i släktet Doras och familjen Doradidae. Inga underarter finns listade i Catalogue of Life.